# Temisto (satèl·lit)
Temisto (J XVIII Temisto) és un dels satèl·lits irregulars de Júpiter. El seu nom prové de Temisto, una de les cinquanta nereides. És l'únic membre del seu grup. Va ser descobert el 1975 (la seva designació temporal fou S/1975 J 1), però va ser «perdut» abans que la seva òrbita pogués ser determinada amb precisió. Va ser recuperar 25 anys més tard, el 21 de novembre del 2000 (S/2000 J 1) per Scott S. Sheppard, David C. Jewitt, Yanga R. Fernández i Eugene A. Magnier. Aquest satèl·lit irregular sembla un cas intermedi (i únic) en distància (més de 7.000.000 de km) i inclinació (43º) entre les llunes galileanes i el Grup d'Himalia.